# هندسة الرعاية الصحية

في تعريفها المختصر، إن هندسة الرعاية الصحية هي "الهندسة المشاركة في جميع جوانب الرعاية الصحية". مصطلح "الهندسة" في هذا التعريف يشمل جميع التخصصات الهندسية مثل الطب الحيوي والكيميائي والمدني والحاسوب والكهربائي والبيئي وهندسة المستشفيات والهندسة الصناعية والمعلوماتية والمواد والميكانيكية والبرمجيات والأنظمة.
واستنادًا إلى تعريف الرعاية الصحية، فإن التعريف الأكثر تفصيلاً هو: "هندسة الرعاية الصحية هي هندسة تشارك في جميع جوانب الوقاية والتشخيص والعلاج وإدارة المرض بالإضافة إلى الحفاظ وتحسين الصحة البدنية والعقلية، من خلال الخدمات التي تقدمها المهن الطبية والصحية المساندة للبشر".

## ملخص
قدمت جميع التخصصات الهندسية تقريبًا (على سبيل المثال الطب الحيوي والكيميائي والمدني والحاسوب والكهربائي والبيئي والصناعي والمعلومات والمواد والميكانيكية والبرمجيات وهندسة النظم) مساهمات كبيرة وأحدثت تقدمًا في مجال الرعاية الصحية. قدمت مساهمات من قبل المتخصصين في الرعاية الصحية (على سبيل المثال الأطباء وأطباء الأسنان والممرضات والصيادلة والمهنيين الصحيين المتحالفين وعلماء الصحة) الذين يشاركون في دعم وتحسين و/ أو النهوض بالرعاية الصحية من خلال الأساليب الهندسية.
من المتوقع أن تلعب هندسة الرعاية الصحية دورًا ذا أهمية متزايدة، إذ تستمر الرعاية الصحية في كونها واحدة من أكبر الصناعات وأسرعها نموًا في العالم، وتعد الهندسة عاملاً رئيسياً للتقدم، من خلال إنشاء وتطوير وتنفيذ أحدث تقنيات الأجهزة والأنظمة والإجراءات المنسوبة إلى ابداعات في الإلكترونيات وتكنولوجيا المعلومات وعلوم المواد والبصريات وغيرها من المجالات، لمواجهة التحديات المرتبطة بقضايا مثل الارتفاع المستمر في تكاليف الرعاية الصحية، وجودة الرعاية الصحية وسلامتها، ورعاية شيخوخة السكان، وإدارة الأمراض الشائعة، وتأثير التكنولوجيا العالية، وزيادة الطلب على الامتثال التنظيمي، وإدارة المخاطر، والحد من مخاطر التقاضي. مع استمرار زيادة الطلب على المهندسين في مجال الرعاية الصحية، سيُعترف بهندسة الرعاية الصحية باعتبارها المهنة الأكثر أهمية إذ يقدم المهندسون مساهمات كبيرة تعود بالفائدة المباشرة على صحة الإنسان.

## تاريخ
كانت الجمعية الأمريكية لهندسة الرعاية الصحية (ASHE)، التي تأسست عام 1962، من أوائل من نشر مصطلح "هندسة الرعاية الصحية". بالإضافة إلى العديد من الجمعيات المحلية التابعة لها، مكرسة للبيئة المادية للرعاية الصحية، بما في ذلك تصميم وبناء وصيانة وتشغيل المستشفيات وغيرها من مرافق الرعاية الصحية، والتي تمثل قطاعًا واحدًا فقط من أنشطة المهندسين في هذا المجال. ظهر مصطلح "مهندسو الرعاية الصحية" لأول مرة في الأدبيات العلمية في عام 1989، جرت مناقشة الدور الحاسم للمهندسين في نظام تقديم الرعاية الصحية. اعتمد عدد من البرامج الأكاديمية اسم "هندسة الرعاية الصحية" (على سبيل المثال جامعة إنديانا  وجامعة نورث وسترن  وجامعة بوردو  وجامعة تكساس التقنية وجامعة إلينوي  وجامعة ميشيغان  وجامعة نورث كارولينا  وجامعة جنوب كاليفورنيا وجامعة تورنتو)، على الرغم من أن وصف أو تعريف "هندسة الرعاية الصحية" حسب هذه البرامج يختلف، فكل مؤسسة صممت برنامجها بناءً على اهتماماتها الخاصة وقوتها وتركيزها. أطلقت أول مجلة علمية مخصصة لهندسة الرعاية الصحية، مجلة هندسة الرعاية الصحية، في عام 2010 من قبل الدكتور مينج شين تشيو، مع التركيز على الهندسة المشاركة في جميع جوانب أنظمة تقديم الرعاية الصحية. في غضون ذلك، اعتمد عدد من الشركات ذات المراكز المختلفة "هندسة الرعاية الصحية" في أسمائها.
جرى تعريف هندسة الرعاية الصحية لأول مرة في مستند تقني نُشر  في عام 2015 من قبل الدكتور تشيو و40 مؤلفًا مشاركًا يعدون أعضاء ناشطين ومساهمين في مجتمع هندسة الرعاية الصحية في جميع أنحاء العالم. جرت مراجعة الكتاب الأبيض من قبل أكثر من 280 مراجعًا، بما في ذلك أعضاء الأكاديمية الوطنية الأمريكية للهندسة، وعمداء الهندسة من أفضل الجامعات في العالم، والإداريين وأعضاء هيئة التدريس في البرامج الأكاديمية لهندسة الرعاية الصحية، وقادة الرعاية الصحية/ الجمعيات/ الجمعيات المهنية الطبية والهندسية، وقادة صناعة الرعاية الصحية والحكومة والمتخصصين في هندسة الرعاية الصحية من جميع أنحاء العالم.
يوثق هذا المستند التعريفي التمهيدي تعريفًا واضحًا وصارمًا لهندسة الرعاية الصحية كنظام أكاديمي ومجال بحث ومجال تخصص ومهنة ومن المتوقع أن يرفع من مكانة هندسة الرعاية الصحية وإبرازها، ويساعد الطلاب على اختيار هندسة الرعاية الصحية والمجالات ذات الصلة، ويساعد المهندسين والمتخصصين في الرعاية الصحية على اختيار هندسة الرعاية الصحية كمهنة، وتعريف هندسة الرعاية الصحية كمجال متخصص لمجتمع البحث، ووكالات التمويل، ومنظمي المؤتمرات و الأحداث، والمساعدة في قواعد بيانات البحث عن الوظائف في تصنيف وظائف هندسة الرعاية الصحية بشكل صحيح. وللمساعدة في الرعاية الصحية يقوم أصحاب العمل بالتوظيف من بين مجموعة الخبرات المناسبة، وجذب انتباه الإداريين الأكاديميين إلى هندسة الرعاية الصحية عند التفكير في بدء البرامج الجديدة، ومساعدة الحكومات والمؤسسات من مختلف المستويات على وضع هندسة الرعاية الصحية في منظورها الصحيح لصنع السياسات والميزانية والأغراض الأخرى، ومساعدة الناشرين وأمناء المكتبات على تصنيف الأدب لهندسة الرعاية الصحية. بناءً على هذا المستند التقني، جرى تأسيس منظمة مهنية عالمية غير هادفة للربح، جمعية تحالف هندسة الرعاية الصحية (HEALS) من قبل الدكتور تشيو في عام 2015، والتي تركز على تحسين جميع جوانب الرعاية الصحية والنهوض بها من خلال الأساليب الهندسية. استُشهد بهذا المستند التعريفي التمهيدي في العديد من الأوراق العلمية.

## الغاية
الغرض من هندسة الرعاية الصحية هو تحسين صحة الإنسان ورفاهيته من خلال الأساليب الهندسية.

## احترافي
متخصصو هندسة الرعاية الصحية هم بشكل أساسي (أ) مهندسون من جميع التخصصات الهندسية مثل الطب الحيوي والكيميائي والمدني والحاسوب والكهربائي والبيئي والصناعي وهندسة المعلومات والمواد والميكانيكية والبرمجيات وهندسة النظم، و(ب) متخصصون في الرعاية الصحية مثل الأطباء وأطباء الأسنان والممرضات والصيادلة والمهنيون الصحيون المتحالفون وعلماء الصحة الذين يشاركون في دعم وتحسين و/ أو النهوض بأي جانب من جوانب الرعاية الصحية من خلال الأساليب الهندسية، وفقًا للتعريف الوارد أعلاه لهندسة الرعاية الصحية. نظرًا إلى بعض المتخصصين في الرعاية الصحية العاملين في هندسة الرعاية الصحية، قد لا يجري اعتبارهم "مهندسين"، فإن مصطلح "اختصاصي هندسة الرعاية الصحية" هو مصطلح أكثر ملاءمة من "مهندس رعاية صحية".

## التعليم والتدريب
المهندسون من جميع التخصصات الهندسية تقريبًا (مثل الطب الحيوي والكيميائي والمدني والحاسوب والكهربائي والبيئي والصناعي والمعلومات والمواد والميكانيكي والبرمجيات وهندسة النظم) مطلوبون دائمًا في مجال الرعاية الصحية. من المفاهيم الخاطئة الشائعة أن المهندسين الذين لديهم خلفية في الهندسة الطبية الحيوية أو الهندسة السريرية أو المجالات ذات الصلة قد يعملون في مجال الرعاية الصحية فقط. ومع ذلك، هناك حاجة للدورات من البرامج التي تعد طلاب الهندسة غير الطبية الحيوية والمهندسين الممارسين للخدمة في مجال الرعاية الصحية. من ناحية أخرى، قد يستفيد المتخصصون في الرعاية الصحية (الأطباء وأطباء الأسنان والممرضات والصيادلة والمهنيون الصحيون المتحالفون، وما إلى ذلك) من التدريب لتطبيق الهندسة على ممارساتهم وحل المشكلات والرعاية الصحية المتقدمة. نظرًا للتقدم السريع للتكنولوجيا، يلعب التعليم المستمر دورًا مهمًا في ضمان استمرار كفاءة المتخصصين في هندسة الرعاية الصحية.